# Полювання за «Червоним Жовтнем» (фільм)
«Полювання за „Червоним Жовтнем“» або «Полювання на „Червоний Жовтень“» , також «Переслідуючи „Красний Октябрь“» (англ. The Hunt for Red October) — американський бойовик 1990 року. Екранізація однойменного роману Тома Кленсі.

## Сюжет
1984 рік, часи холодної війни. Радянський Союз проводить перевірку надсучасного підводного човна «Червоний Жовтень» оснащеного атомними ракетами. Мета навчань — підпливти якнайближче до кордону США, тим самим випробувавши новітній, безшумний двигун. Але Марко Раміус — капітан підводного човна вирішує передати своє судно американцям. Він розробив хитрий план, і втягнув у свою авантюру кількох офіцерів. Тим часом ЦРУ дізнається про відплиття «Червоного Жовтня», і високі чини американської розвідки вважають, що це початок війни. Лише аналітик Джек Раян думає інакше, і намагається довести своєму керівництву, що капітан радянського підводного човна задумав зраду, і рухається до їхньої території без санкції свого командування.

## У ролях
- Шон Коннері — Марко Раміус
- Алек Болдвін — Джек Раян
- Скотт Гленн — Барт Манкузо
- Сем Нілл — капітан Василь Бородін
- Джеймс Ерл Джонс — адмірал Грір
- Джосс Екленд — Андрій Лисенко
- Річард Джордан — Джеффрі Пелт
- Пітер Ферт — Іван Путін
- Тім Каррі — доктор Євген Петров
- Кортні Венс — моряк Джонс
- Стеллан Скарсгард — капітан Віктор Туполєв
- Джеффрі Джонс — Скіп Тайлер
- Тімоті Кархарт — Білл Штайнер
- Ларрі Фергюсон — начальник човна
- Фред Томпсон — контр-адмірал Джошуа Пейнтер
- Деніел Девіс — капітан Давенпорт
- Нед Вон — моряк Бомонт — USS Dallas
- Ентоні Пек — лейтенант командир Томпсон — USS Dallas
- Марк Дракстон — моряк — USS Dallas
- Том Фішер — моряк — USS Dallas
- Піт Антіко — моряк — USS Dallas
- Рональд Гутман — лейтенант Мелехин — Червоний Жовтень
- Томас Арана — Логінов (кухар) — Червоний Жовтень
- Майкл Джордж Бенко — Іван — Червоний Жовтень
- Анатолій Давидов — офіцер 1 — Червоний Жовтень
- Іван Г'Вера — офіцер 2 — Червоний Жовтень
- Артур Цибульські — офіцер пірнальник — Червоний Жовтень
- Свен-Оле Торсен — російський COB — Червоний Жовтень
- Майкл Велден — Камаров — Червоний Жовтень
- Борис Лі Крутоног — Славін — Червоний Жовтень

## Цікаві факти
- Кадр запуску торпеди з «В. К. Коновалова» був використаний в заставці серій «Зоряного шляху: Ентерпрайз» про Дзеркальний всесвіт.
- Шон Коннері взяв участь у фільмі після відмови від зйомок у картині «Розенкранц і Гільденстерн мертві» за п'єсою Тома Стоппарда. Роль, що призначалася Коннері у цьому фільмі зіграв Річард Дрейфус. За відмову брати участь у фільмі Стоппарда Коннері заплатив тому $300 000.
- Коли фільм вперше вийшов на відео, плівка в касетах була червоного кольору.
- Сценарій фільму був відправлений Шону Коннері по факсу, коли він його прочитав, то відмовився від участі у фільмі, сказавши, що епоха холодної війни закінчилася. Річ у тім, що сценарій був посланий без передмови, в якій говорилося, що фільм потрібно розглядати, як історичний. Коли Коннері отримав передмову, то взявся за цю роль.
- Макет корпусу «Червоного Жовтня», виготовлений для зйомок фільму, ніколи не був у воді. Ефект підводних зйомок був досягнутий за допомогою спецефектів. Для картини детально була виготовлена тільки ліва частина субмарини, а її права сторона у фільмі показувалася просто шляхом повороту рамки кадру.
- До числа членів екіпажу «Червоного Жовтня» увійшли курсанти Військово-Морської Академії США. Їм додатково заплатили за те, щоб вони підстриглися наголо.
- Під час зйомок кілька акторів, що грали членів екіпажу USS Dallas, здійснили екскурсію на справжній підводний човен. Щоб якнайкраще підготуватися до ролі командира USS Dallas, Скотт Гленн взяв на себе «командування» справжньою субмариною і віддавав накази справжнім членам екіпажу.
- На шикарну шевелюру Шона Коннері в цьому фільмі, мабуть, як ключову сюжетну деталь, було витрачено за кошторисом 20 тисяч доларів.
- Плюшевого ведмедика, якого забирає з собою Джек Раян (Алек Болдвін), можна було бачити на початку «Міцного горішка». Режисер Джон МакТірнан таким чином контекстно пов'язує обидві стрічки, а глядачеві пропонує самостійно провести аналогії.
- На роль Джека Раяна спочатку був обраний Кевін Костнер, а на роль Марко Раміуса — Клаус Марія Брандауер.
- Майже всіх росіян у фільмі грають актори з різних країн: Шон Коннері — шотландець, Сем Нілл — новозеландець, Тім Каррі — англієць, Стеллан Скашгорд — швед, Свен-Оле Торсен — данець, Іван Г'Вера — чех.
- Деніел Девіс грає капітана військового корабля USS Enterprise. Так само називається космічний корабель у фільмі «Зоряний шлях: Нове покоління» 1988, в якому Девіс виконує гостьову роль.